# 慕容烈
慕容烈，中国古典通俗历史小説《三国演義》登场的虚构武将。
慕容烈是文聘部将。定軍山之战，黄忠杀死夏侯渊之后，曹操兴兵来讨伐。黄忠想要偷袭曹操的粮仓。黄忠中曹軍之計陷入包围之中。趙雲率三千军来救援黄忠。赵云挺槍骤马，直杀往前去。迎头曹将慕容烈拦路，拍马舞刀来迎战赵云；被赵云手起一槍刺死。曹兵败走。曹操軍溃败，趙雲救出黄忠。